# Lophocereus marginatus
Lophocereus marginatus es una especie fanerógama de la familia Cactaceae. En México se le conoce como cactus órgano, chilayo u órgano.

## Distribución y hábitat
Es endémica de Colima, San Luis Potosí, Guanajuato, Guerrero, Hidalgo, Jalisco, Michoacán, Morelos, Oaxaca, Querétaro y Puebla en México. Es una especie común que se ha extendido por todo el mundo.

## Descripción
Es una planta arbolada perenne carnosa columnar,  armada de espinas,  y con las flores de color naranja y rojo.
Lophocereus marginatus tiene la estructura de un árbol con un solo tallo, raramente ramificado, erguido, columnar que alcanza diámetros de 8 a 20 centímetros y una altura de 3-4 metros. Con cuatro a siete amplias y prominentes costillas. Las grandes areolas confluyen más tarde con dos a cincuenta y nueve espinas centrales de color amarillento a gris de 1 a 1.5 cm de largo. Las ocho y cincuenta y cinco espinas radiales miden 2-4 milímetros de largo.  Las flores se presentan en forma de embudo, de color rojizo y tienen una longitud de 3 a 4 centímetros.  Los frutos son esféricos y son más o menos secos y puede llegar a diámetros de hasta 4 cm y está lleno de espinas suaves y lanosas.

## Hábitat
Esta especie crece en los ambientes más áridos, donde las precipitaciones anuales son menores a 600 mm.

## Taxonomía
Esta especie fue descrita inicialmente por Augustin Pyrame de Candolle como Cereus marginatus en Mémoires du Muséum d'Histoire Naturelle 17: 116. en 1828, actualmente, es tanto un sinónimo como el basónimo de esta. Más adelante, la especie sería transferida, primero, al género Pachycereus por Nathaniel Lord Britton y Joseph Nelson Rose en Contributions from the United States National Herbarium 12(10): 421–422, en 1909, y después, al género Marginatocereus por Curt Backeberg en Jahrbuch der Deutschen Kakteen-Gesellschaft in der Deutschen Gesellschaft für Gartenkultur 49: 77, en 1942, nombres científicos que también son sinónimos de esta hasta la fecha. Finalmente, esta sería transferida al género Lophocereus por Ángel Salvador Arias Montes y Teresa Terrazas en Systematic Botany 34(1): 82, en 2009.
Etimología
Ver: Lophocereus
marginatus: epíteto latino que significa "marginada".

## Nombres comunes
- Español: cactus órgano, chilayo, jarritos

## Galería

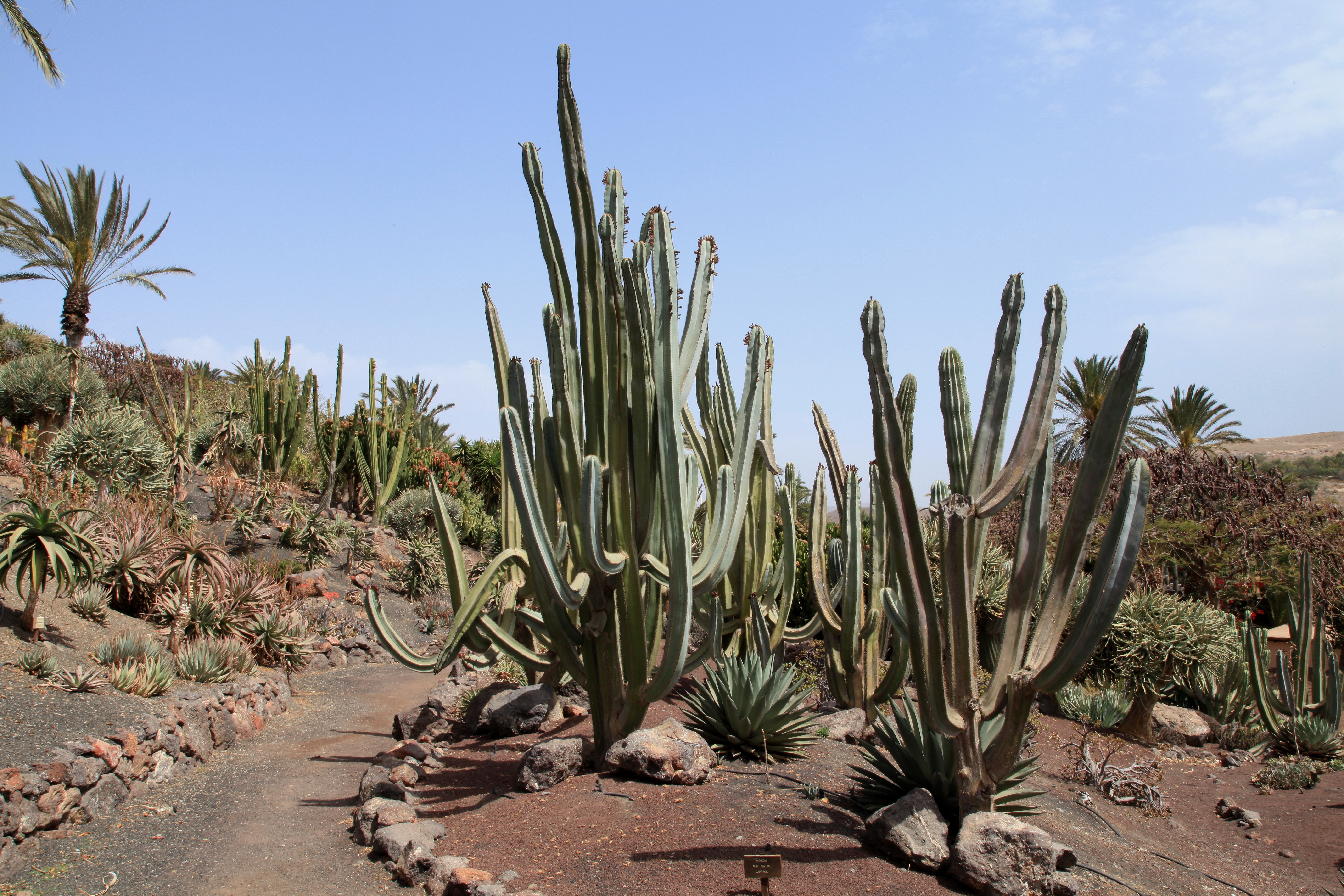
Vista de la planta
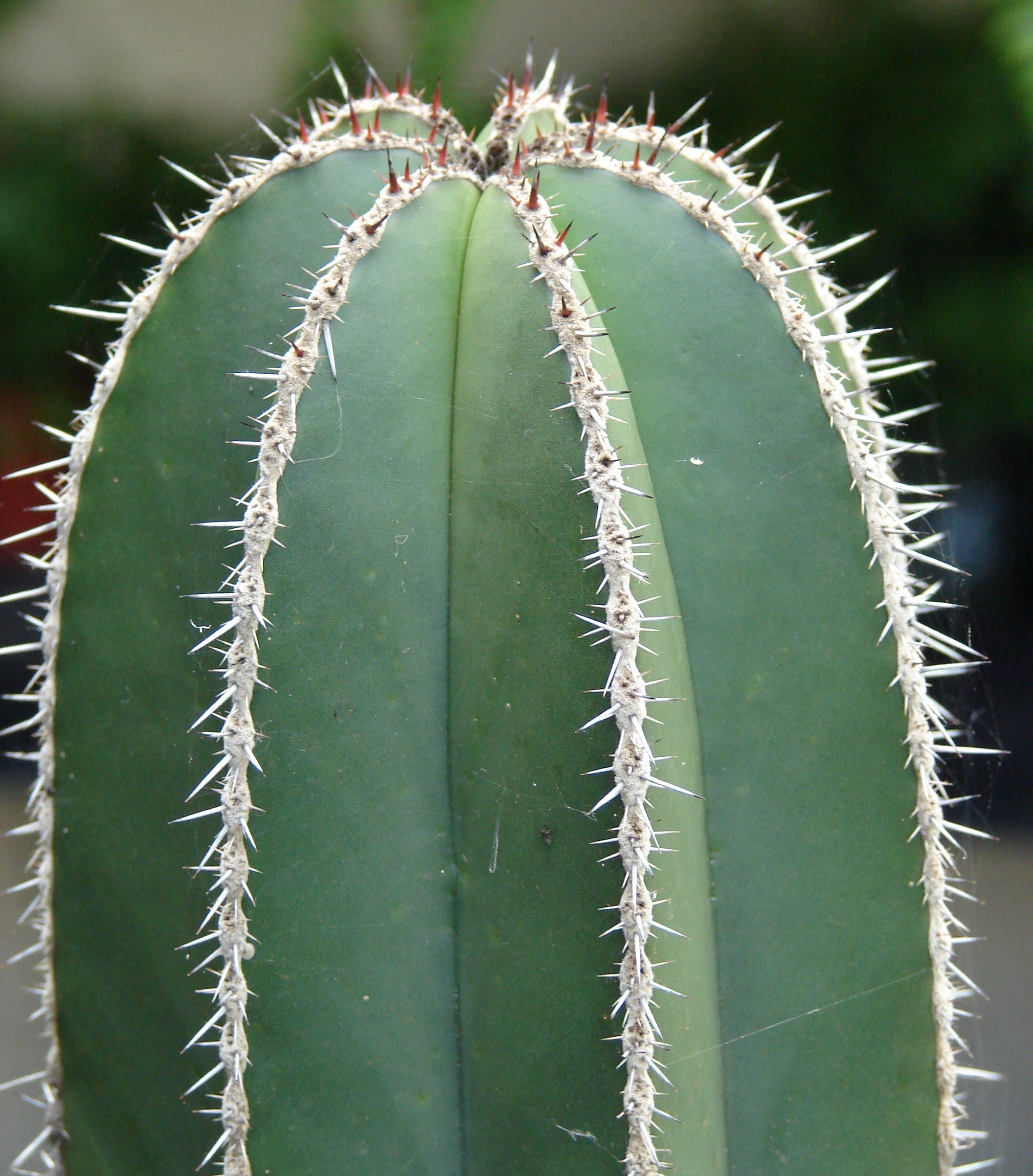
Detalle de la planta
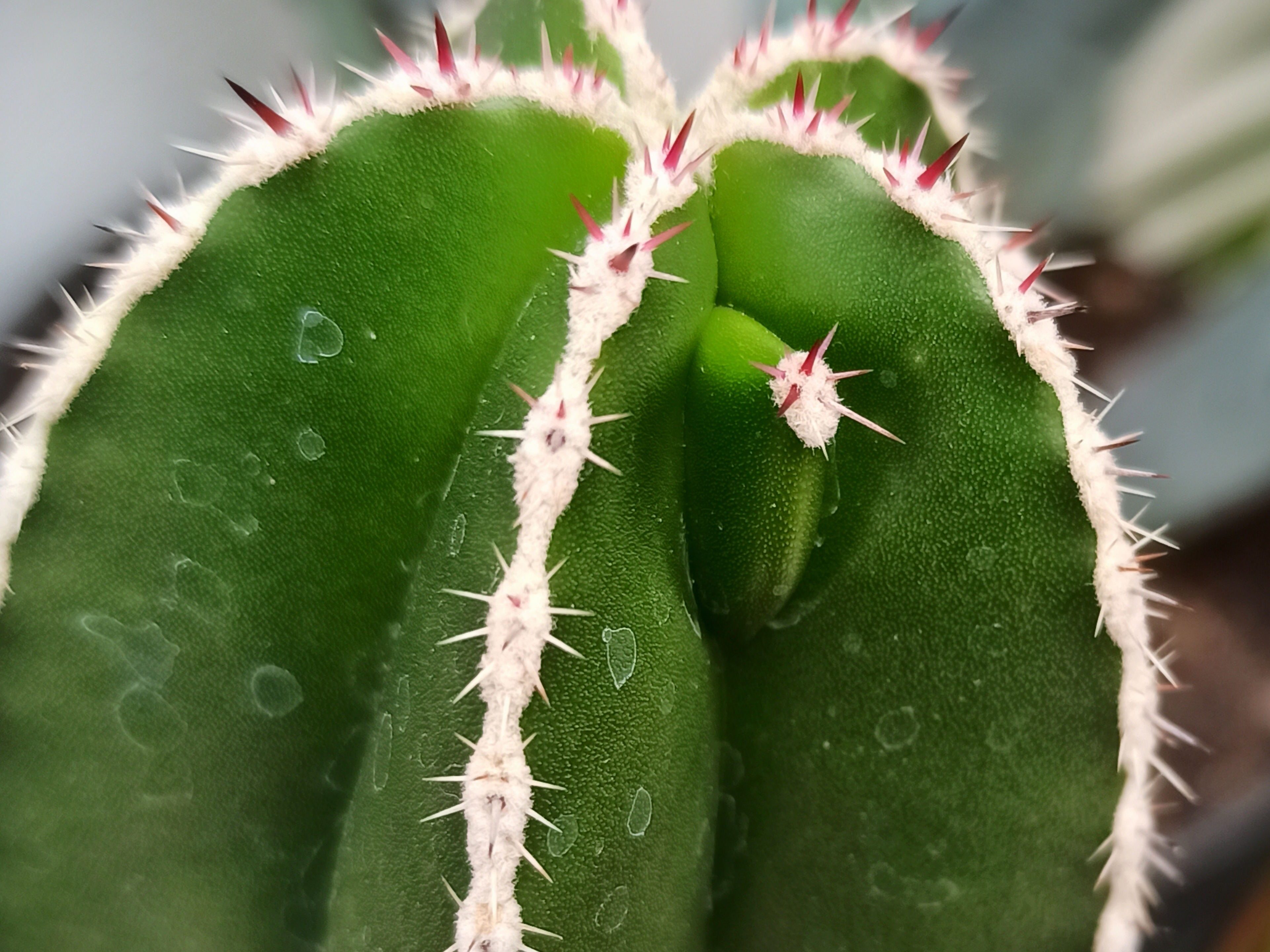
Yema de ramificación
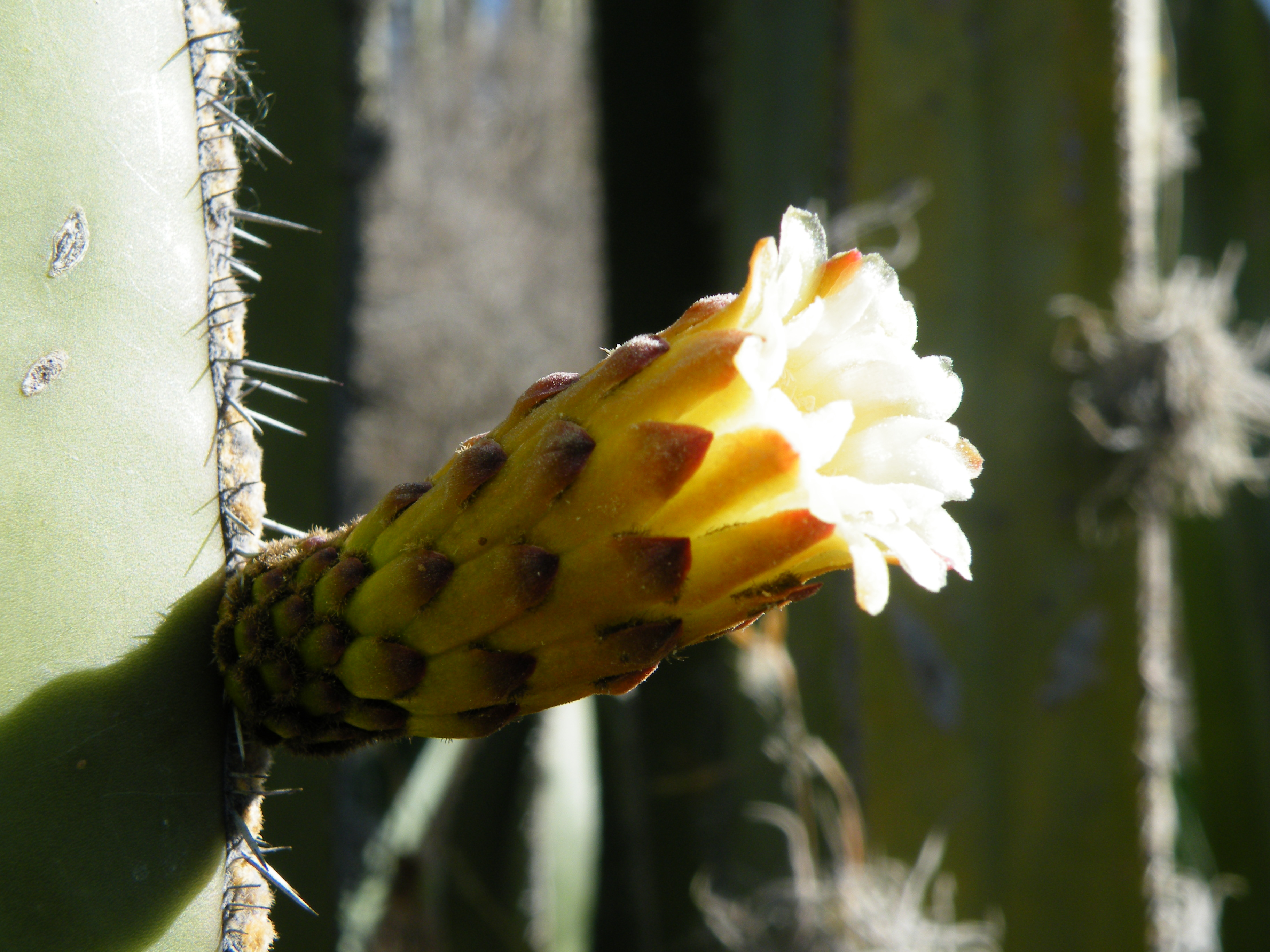
Flor
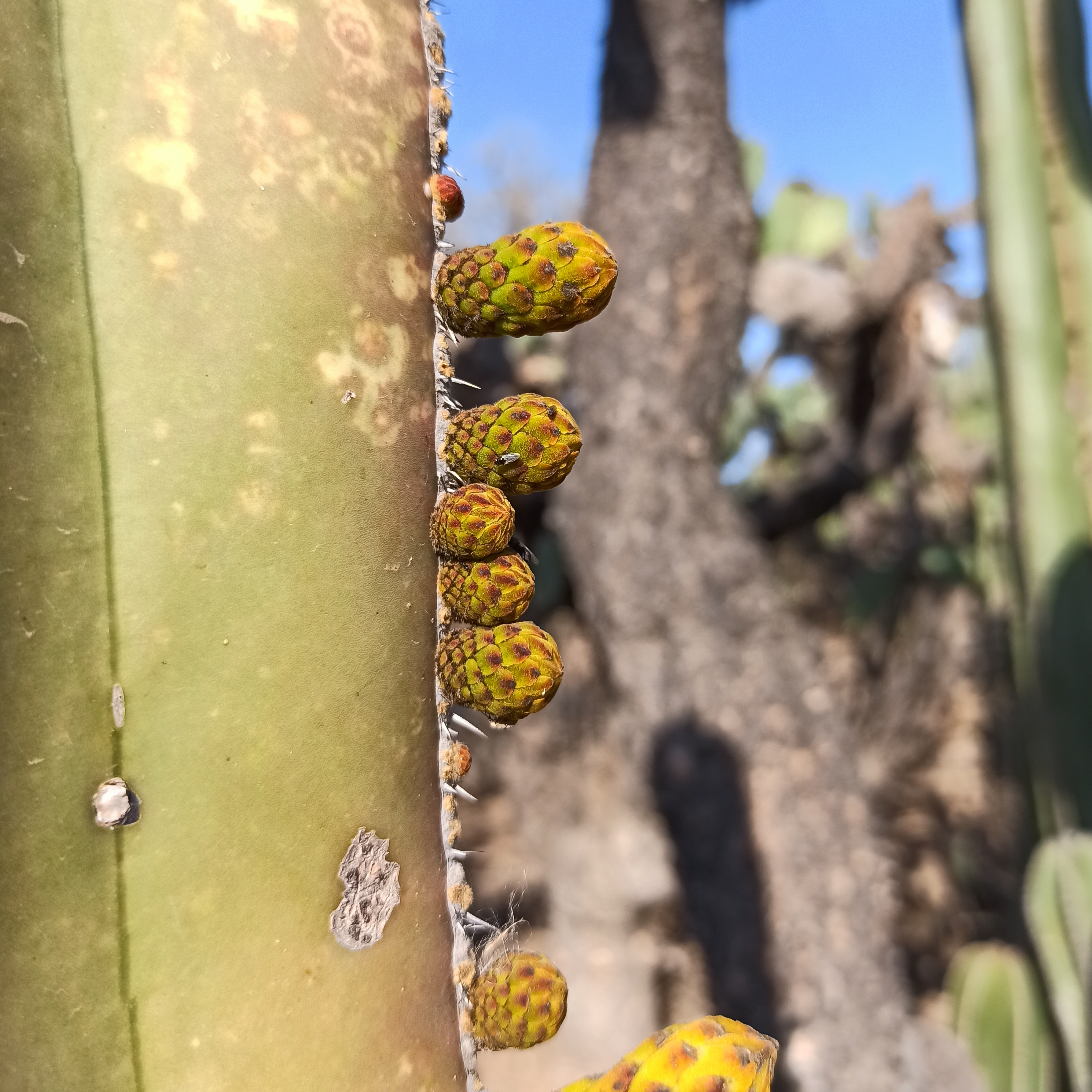
Frutos inmaduros
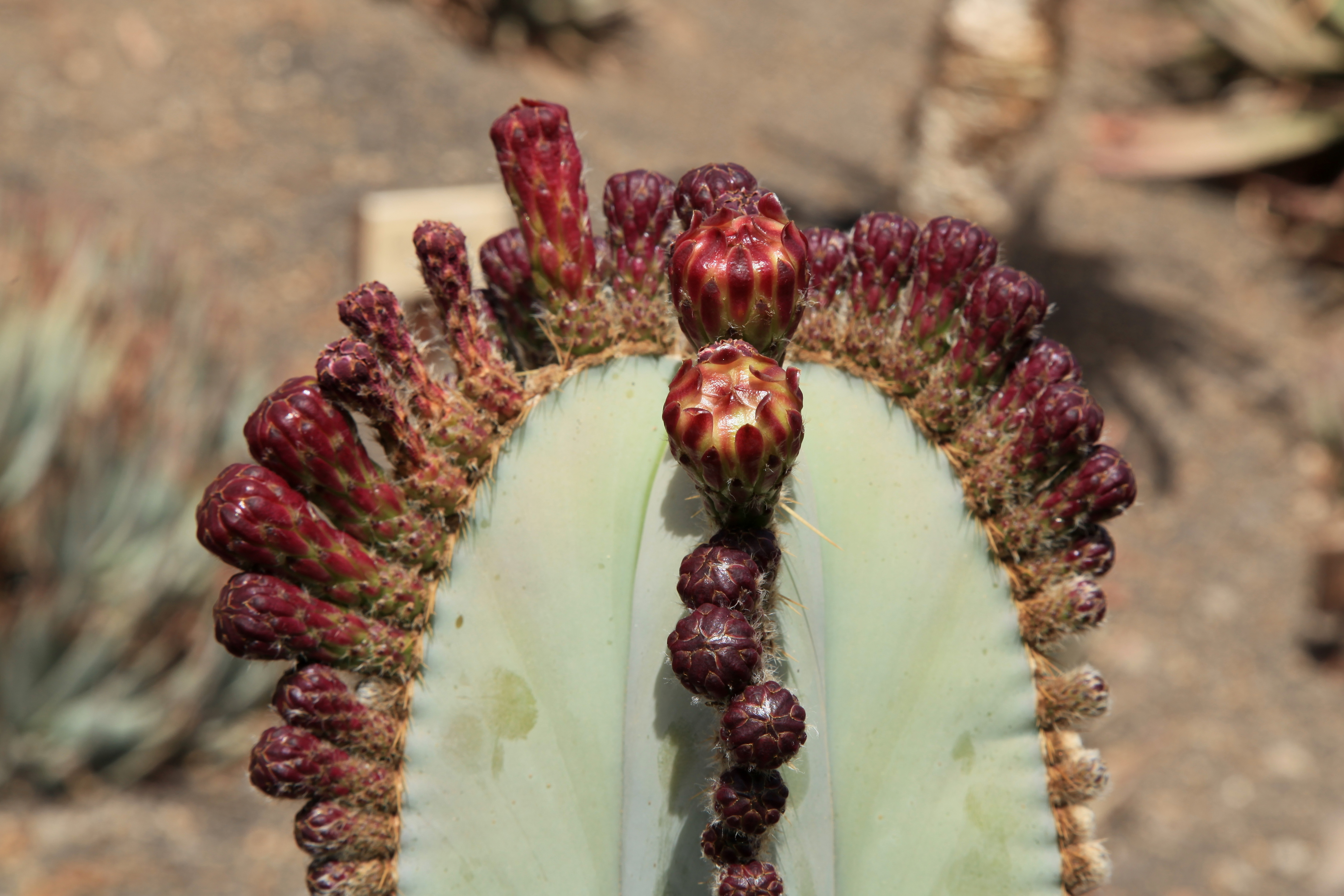
Frutos maduros